# Pont de la rue du Germoir
Le pont de la rue du Germoir est un ouvrage d'art partiellement métallique et partiellement en béton précontraint permettant à la circulation automobile et à celle des tramways de franchir la ligne de chemin de fer 161 à hauteur de la rue du Germoir, sur la commune d'Ixelles à proximité d'Etterbeek. 
Mis en service en 2007, il a remplacé un ancien pont détruit cette même année.
Il dispose en son centre d'un arrêt des tramways de Bruxelles circulant sur la ligne 81, et il donne accès au quai de la halte Germoir, située en dessous et desservie par des trains Suburbains (S).

## Situation
Le pont de la rue du Germoir permet le franchissement de la tranchée du chemin de fer, de la  ligne 161 de Schaerbeek à Namur, par la courte « rue du Germoir » qui est établie entre la rue du Vivier et l'avenue de la Couronne. Elle relie les communes d'Ixelles et d'Etterbeek.

## Histoire

### Ancien pont
Le 12 août 1854 la Grande compagnie du Luxembourg ouvre la section de la gare du Quartier Léopold à la gare de La Hulpe. Cette nouvelle infrastructure ferroviaire coupe l'ancienne « rue de la Montagne du Cygne ». Sans doute qu'un premier pont a dû être construit à cette époque pour permettre le franchissement de la tranchée dans laquelle est établie la voie ferrée.
C'est par un arrêté royal du 25 mai 1894 que le tronçon, qui traverse le pont, de l'ancienne « rue de la Montagne du Cygne » est dénommé « rue du Germoir » lors d'un réaménagement du quartier et de ses voies.
En janvier 2004 le pont du Germoir est toujours un pont routier à poutres métalliques reposant sur deux appuis massifs en briques ; il permet le passage de trois voies ferrées. Les aménagements de la tranchée dus au projet du réseau express régional bruxellois nécessitent la mise en place d'une quatrième voie sur ce tronçon. Le choix a été fait d'obtenir l'espace nécessaire en rabotant les bords arborés de la tranchée et en les remplaçant par des murs, auxquels seront ajoutées à leur faîte des structures anti-bruit. Cela nécessite de détruire plusieurs ponts dont celui du Germoir, le permis de construire vient d'être accordé par la commune d'Ixelles pour la section de la tranchée située sur son territoire ce qui permet le début des travaux.

### Nouveau pont
Durant les trois jours du week-end de Pâques 2007, l'ancien pont est démoli et le nouveau, construit à côté, est glissé à sa place au moyen de vérins. Cette méthode a permis de ne couper que pendant trois jours la ligne 81 du tramway de Bruxelles. Les travaux de finition et d'aménagement des abords se déroulent jusqu'au mois de juin.
Les parties métalliques visibles, et notamment les deux arcs qui surplombent les trottoirs, sont peints en bleu et jaune (avant son positionnement) « couleurs vives et modernes », choisies par les architectes de Tuc-Rail (bureau d'étude d'Infrabel). Ces couleurs sont la source d'une mobilisation des habitants qui surnomment l'ouvrage « tuyau d'arrosage » ou « pont Ikea ». Cette contestation portée par la municipalité est entendue par le maître d'œuvre qui, le 25 mai, indique qu'il va faire repeindre le pont avec des couleurs plus neutres en meilleure harmonie avec le quartier. Quelques jours plus tard le pont est repeint dans un ton gris,.
Après une remise en état des installations et du mobilier, y compris des abris du tramway et la suppression des tags sur le pont, la halte ferroviaire est mise en service le 14 décembre 2015. Les accès au quai par l'escalier et l'ascenseur se font depuis le pont.

## Caractéristiques

### Construction
De manière à limiter la distance entre le niveau des voies à franchir et celui du passage supérieur, la solution structurale choisie est celle du pont bow-string. Dans cette solution, les poussées d'arc (ou poussées au vide) sont reprises par un tirant matérialisé par le tablier. Ce tablier, en béton précontraint et en acier, est donc en traction, ce qui permet de limiter son épaisseur (1 mètre seulement). 
Les arcs, situés de part et d'autre du tablier, sont des tubes métalliques de 51 cm de diamètre et de 60 mm d'épaisseur. Des suspentes métalliques relient les arcs au tablier.

### Usages
Outre le passage des véhicules et des piétons, ce pont permet la traversée de la ligne 81 du tramway de Bruxelles et dispose d'une station en son centre avec un abri et du mobilier urbain sur chacun de ses trottoirs.  
Par ailleurs il est le lieu d'accès au quai, par escalier et ascenseur, de la gare de Germoir située en dessous et desservie par des trains Suburbains (S) circulant sur la ligne 161A du réseau des chemins de fer belges.